# Jesper Larsson
Jesper Larsson (* 27. Juli 1973 in Kristianstad, Schweden) ist ein ehemaliger schwedischer Handballtorwart.

## Karriere
Er spielte in der Bundesliga bei der HSG Nordhorn, wo er die Trikotnummer 16 trug. Für Schweden bestritt der 1,90 m lange und 90 kg schwere Larsson 19 Länderspiele. Trotz seines bis zum Saisonende 2007/2008 laufenden Vertrages mit der HSG Nordhorn, kehrte Larsson schon im Sommer 2007 aus familiären Gründen nach Schweden zurück. Dort spielte er zwischen 2007 und 2009 bei H 43 Lund.
Anschließend wechselte er zum Ligarivalen IFK Kristianstad. Für den Saisonbeginn wurde Larsson an den Bundesligisten TBV Lemgo ausgeliehen, die auf den gesperrten Martin Galia verzichten mussten. Am 18. September 2009 bestritt er sein letztes Spiel für Lemgo. Daraufhin spielte er wieder für IFK Kristianstad, wo er 2012 seine Karriere beendete.
Larsson übernahm 2013 das Torwarttraineramt bei IFK Kristianstad. Ab der Saison 2014/15 war er dort als Co-Trainer tätig. Im März 2016 übernahm er zusätzlich das Amt des Sportlichen Leiters. Nach der Saison 2016/17 gab Larsson sein Co-Traineramt ab, um sich auf das Amt des Sportlichen Leiters zu konzentrieren.

## Privates
Er ist verheiratet mit Tina und hat zwei Töchter.